# Bernhard Letterhaus

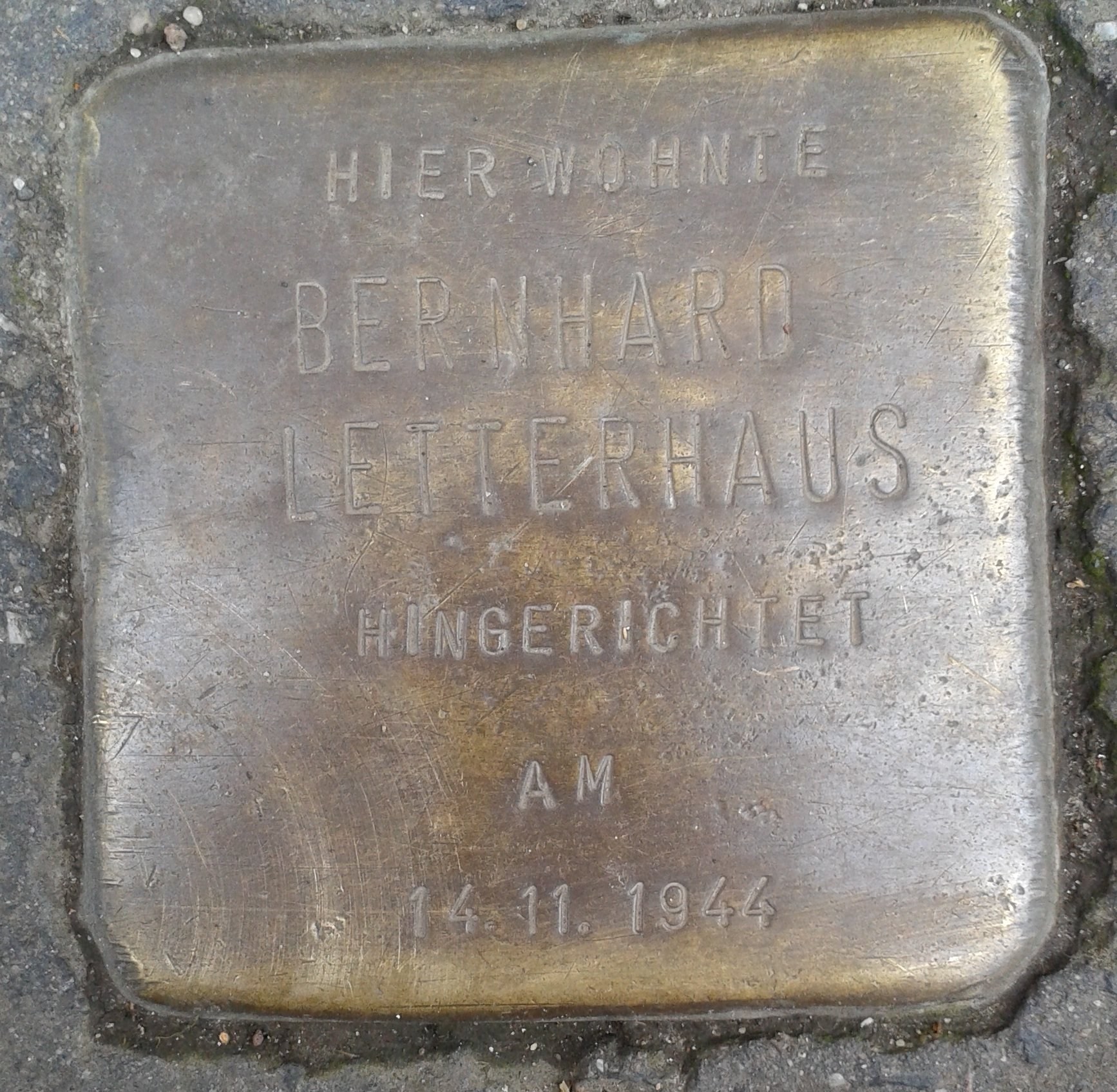
Snubbelsten för Bernhard Letterhaus.

Bernhard Letterhaus, född 10 juli 1894 i Barmen, död 14 november 1944 i Plötzenseefängelset, var en tysk katolsk politiker (Zentrum), fackföreningsman och motståndare till Adolf Hitler. Under andra världskriget knöt han kontakter med motståndskämparna Ludwig Beck och Carl Goerdeler.
Efter 20 juli-attentatet mot Hitler 1944 greps Letterhaus, dömdes till döden av Volksgerichtshof och avrättades genom hängning.